# Hermann Hidding

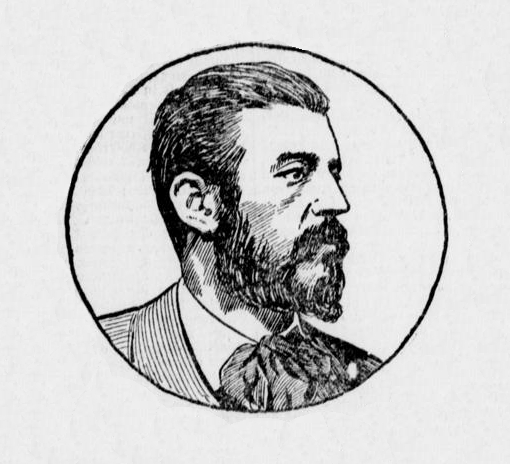
Hermann Hidding

Hermann Johann Albert Hidding (* 9. Mai 1863 in Stevern bei Nottuln; † 8. Februar 1925 in Potsdam) war ein deutscher Bildhauer des Historismus.

## Leben
Hidding war Sohn eines kinderreichen Kleinbauern aus dem katholische Münsterland. Durch den nahegelegenen Steinbruch Baumberg lernte er die Arbeit von Steinmetzen kennen, was ihn sehr faszinierte. Mit Unterstützung des Münsteraner Kunstvereins und einem staatlichen Stipendium ließ Hidding sich 1877 bis 1881 bei Bildhauer Heinrich Fleige in Münster zum Steinmetz ausbilden. Anschließend studierte er bis 1886 an der Kunstakademie Düsseldorf bei August Wittig. Als Meisterschüler von Reinhold Begas wechselte Hidding 1888 nach Berlin.
Regelmäßige Präsenz auf der Großen Berliner Kunstausstellung machten die Werke Hiddings einer breiten Öffentlichkeit bekannt, auch Mitglieder des Kaiserhauses wurden 1897 durch sein Relief Der 9. März 1888 (Tod von Kaiser Wilhelm I.) auf den jungen Künstler aufmerksam. Die Tochter des verstorbenen Kaisers Großherzogin Luise von Baden und Kaiser Wilhelm II. kauften Marmorausführungen dieses Reliefs. Um 1900 pflegte Hidding zahlreiche Kontakte zu Großindustriellen, u. a. zu Julius Friedrich Holtz, der ihm verschiedentlich Aufträge zukommen ließ.
Bewerbungen Hiddings um die Ausführung großer Denkmäler blieben weitgehend erfolglos. Als der Herzog Engelbert-Maria von Arenberg 1910 einen Großauftrag ohne Gründe zurückzog, hatte Hiddings bereits die Mehrzahl der Modelle in mühevoller Arbeit fertiggestellt. Er prozessierte daraufhin erfolglos gegen den Herzog und erhielt lediglich eine Entschädigung für die Materialkosten. Enttäuscht zog er sich aus dem öffentlichen Kunstleben zurück. Er zog nach Werder bei Potsdam. Nach dem Ersten Weltkrieg verarmte er zusehends.

## Werke (Auswahl)

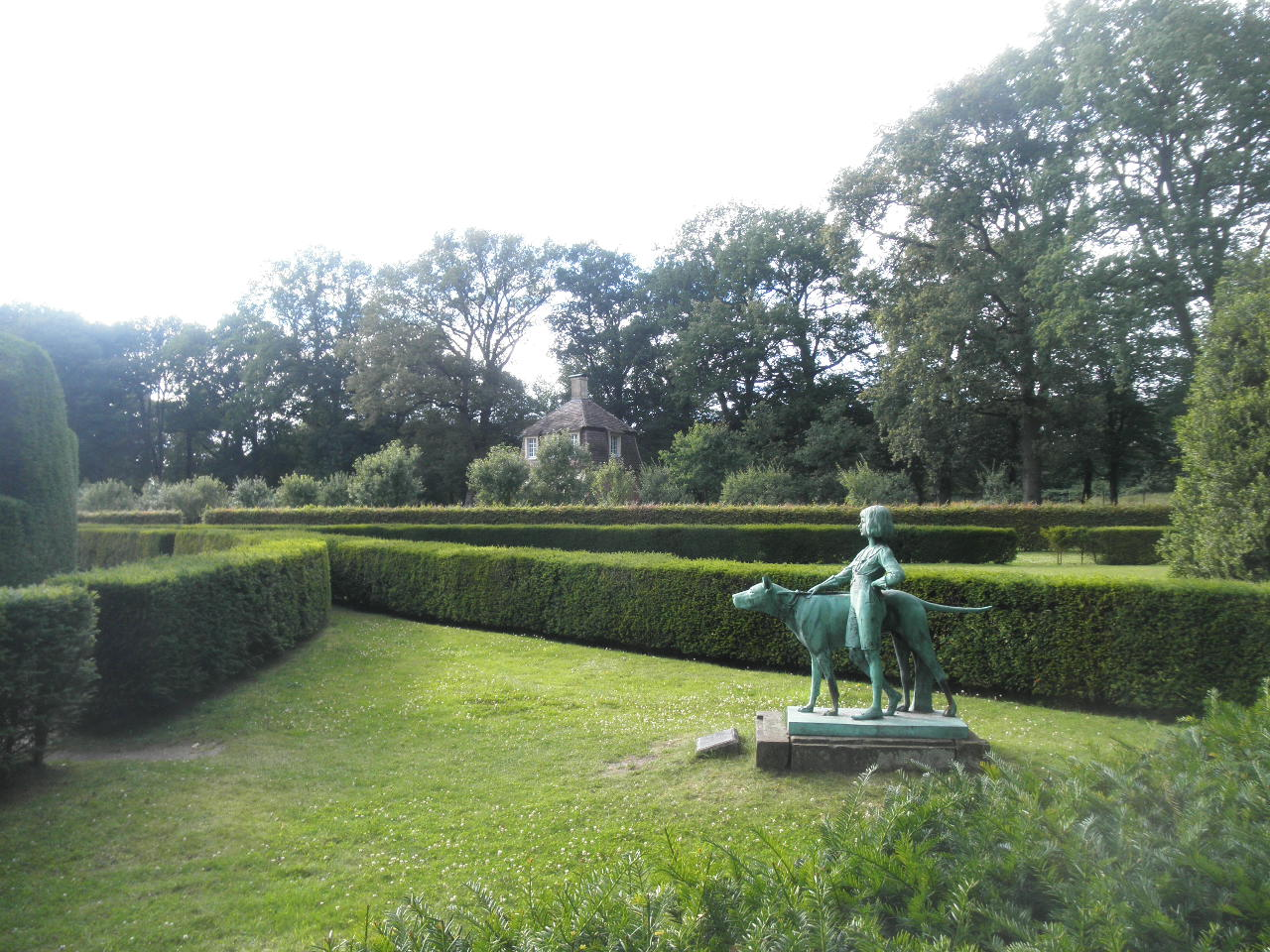
Prinz Karl von Arenberg, Clemenswerth

- Anna und Maria in der kath. Pfarrkirche Nottuln (1881)
- Anna-Gruppe in der Pfarrkirche zu Nuttlar
- Altar für die Kapelle des Freiherrn von Twickel (Havixbeck)
- Kommunionbank für die Kirche St. Dionysius (Havixbeck)[1]
- Mitarbeit an den Modellen zum Neptunbrunnen in Berlin (1888/89)
- Büste Julius Friedrich Holtz (1893)
- Büste Frau Wenzel (1893)
- Ausstattung der Kirche in Bretleben (1896)
- Gruppe Die Kunst für das Kaiser-Wilhelm-Nationaldenkmal Berlin (1897)
- Wandbrunnen Spinnerin in Berlin (1897), zurzeit eingelagert[2]
- Monument der Staßfurter Kaliwerke für die Weltausstellung in Paris (1900)
- Statue August Wilhelm von Hofmann in Berlin (1901)
- Denkmal Freiherr Clemens von Ketteler in Münster (1903)[3]
- Statue Prinz Karl von Arenberg, Schlosspark Clemenswerth (1909)[4]
- Grabmäler:
  - M. Stemmler, Berlin, Alter Friedhof der Nikolai- und Mariengemeinde (1897)
  - A. Seffert, Köln, Melatenfriedhof (1909)
- Denkmalentwürfe:
  - Kaiser Wilhelm I. für Stettin (1888), Breslau (1888/89), Stuttgart (1890/94), Kyffhäuser (1891), Koblenz (1892)
  - Otto von Bismarck für Berlin (1894/95), Hamburg (1901)
  - Richard Wagner für Berlin (1901)
- Vase in antiken Formen mit dem Siegeszug Kaiser Wilhelms I.